# Monalisa Basarab
Monalisa Basarab (n. 23 aprilie 1972, Tulcea) este o actriță de teatru și de film din România. 

## Biografia
A absolvit în 1995 Universitatea Babeș-Bolyai din Cluj-Napoca, Facultatea de Teatru și Televiziune, specializarea actorie, la clasa profesoarei Sorana Coroamă-Stanca. Monalisa Basarab a debutat în 1995 pe scena Teatrului de Stat Oradea unde a avut diverse roluri până în 1998. Din 2000-2002 a făcut parte din trupa Teatrului Nottara. Din 2002  este actrițӑ a Teatrului de Revistă Constantin Tănase din București.
Printre rolurile interpretate în teatru se numără: fiica colonelului în Afară în fața ușii de Wolfgang Borchert, în regia Sergiu Savin; tânăra în Frumos e în septembrie la Veneția de Teodor Mazilu, regia Nicolae Scarlat, precum și personaje din  Idolii femeilor, regia Bițu Fălticineanu.
A debutat în film  în 1999, în episodul ZDF/ ARTE/ Ifage Wiesbaden „Nostradamus-Prophet des Untergangs” din serialul TV documentar Sphinx-Geheimnisse der Geschichte, regia Klein Günther, în care a interpretat-o pe soția lui Nostradamus. 
A apărut în co-producții internaționale, în episodul pilot al seriei TV de acțiune Élodie Bradford în care a jucat alături de Anthony Delon; ca prințesa de Galathionne în filmul TV regizat de Lionel Bailliu, Moș Goriot (Le Père Goriot) după romanul omonim al lui Honoré de Balzac, ca Severine Faussait în episodul din 2003 regizat de Laurent Carcélès, „Corps et Âmes”, al seriei Vertiges 
În Cum mi-am petrecut sfârșitul lumii regizat de Cătălin Mitulescu, film care a participat la Festivalul de la Cannes și a obținut premiul la secțiunea Un Certain Regard pentru cea mai bună actriță  (Dorotheea Petre), a interpretat-o  pe învățătoarea lui Lalalilu, personajul principal.
Poetul Ilie Marinescu a lansat volumul de poezii Muguri de stele la editura Proxima în 2007, volum însoțit de o carte vorbită pe CD ce include poeziile din volum în lectura actorilor Monalisa Basarab,  Ion Lucian, Paula Sorescu Lucian, George Mihăiță, Adriana Trandafir și a autorului cărții.

## Teatru
Surse
Teatrul Național Cluj-Napoca
- Rossine în Commedia dell'arte, regia Sorana Coroamӑ Stanca (1993);

Teatrul de Stat Oradea
- în perioada 1995 – 1998 joacă la Teatrul de Stat Oradea
- Examen de diplomă: Didina Mazu în D-ale carnavalului de I. L. Caragiale, regia Sorana Coroamӑ Stanca (1994);
- Rol de debut: Ana în Take, Ianke și Cadâr de Victor Ion Popa, regia Mihai Fotino (1995);
- Amelia în Casa Bernardei Alba de Federico Garcia Lorca, regia Irina Popescu Boieru (1996);
- Fiica colonelului în Afară în fața ușii de Wolfgang Borchert, regia Sergiu Savin (1996);
- Fanula, Pampaghusa în Proces pentru umbra unui măgar de Friedrich Dürrenmatt, regia Cristian Ioan (1997);
- Charinus, Sclava în Pseudolus de Plaut, regia Tudor Chirilă (1997);
- Fata în Casă în Ivan Turbincă de Ion Creangă, adaptare scenică de Mircea Chirilă, regia Daniel Vulcu (1997);
- Camerista în Domnișoara Helsinka de George Astaloș, regia Sergiu Savin (1997);
- Clara în Dacă dragoste nu e..., adaptare scenică de Elena Preda și Eugen Țugulea, după "Cel mai iubit dintre pământeni" de Marin Preda, regia Eugen Țugulea (1998);
- Tilina în Răceala de Marin Sorescu, regia Ioan Ciubotaru (1998);

Teatrul Național București
- Masca în Boabe de rouă pe frunzӑ de lotus în bătaia lunii de Nicolae Mateescu, regia Gelu Colceag (1999);

Teatrul Nottara
- Duniașa în Căsătoria de Gogol, regia Gavril Pinte (1999);
- Tânăra în Frumos e septembrie la Veneția [3] [4] de Theodor Mazilu, regia Nicolae Scarlat (2000);

Teatrul George Ciprian Buzău
- Gwendolen în Ce înseamnă să fii Onest de Oscar Wilde, regia Răzvan Dincă (2001);

Teatrul de Revistă "Constantin Tănase"
- Rol de debut: Prostituată (monolog "Vreau să mă mărit") de Geo Tipsie în Strănepoții lui Tănase, regia Radu Mardari (2002);
- Robo-Robo, Regina maimuțelor, Pantera Roz în Bimbo și Pantera Roz de George Mihalache, regia Radu Mardari (2003);
- Surorile Pârcolea (sceneta "Surorile Pârcolea"), Crainic Tv. (sceneta "Vrem să fim vedete"), Femeia (sceneta "Parastasul") în Te-aștept diseară pe Lipscani !, regia Bițu Fălticineanu (2004);
- Miticuța, Poștărița în Gulliver în Țara Miticilor de Aurel Storin, regia Radu Mardari (2004);
- Prostituată (monolog "Vreau să mă mărit") de Geo Tipsie în Dai un ban, dar face !, regia Bițu Fălticineanu (2004);
- Prezentatoarea peltică în Poftă bună... La Tănase !, regia Bițu Fălticineanu (2005);
- Străjer, Polițistă (sceneta "Intrăm în Europa"), Fata 1 (sceneta "Marea Răzuială") în Bufonii regelui, regia Bițu Fălticineanu (2006);
- Prezentatoare în O seară la Tănase, regia Bițu Fălticineanu (2006);
- Robo-Robo în Întoarcerea Panterei Roz de George Mihalache, regia Radu Mardari (2007);
- Stewardesă, Barbie (sceneta "Păpușile"), Asistentă (sceneta "Tratamentul Minune"), Dansatoare de Torero (sceneta "Ole, Torero!"), Țigancă (sceneta "Doamnele cu camelii") în Idolii femeilor, regia Bițu Fălticineanu (2008);
- Liftiera (sceneta "Liftierele") în Nimic despre Papagali, regia Bițu Fălticineanu, (2009);
- Verișoara lui Nae (sceneta "La vărul Nae"), Vânzătoare (sceneta "Vânzătoarele de gogoși") în Vara nu-i ca iarna, regia Bițu Fălticineanu (2010);[19]
- Prezentatoare, Scufiță (sceneta "Trei scufițe... fițe, fițe") în Aplauze... Aplauze... de Mihai Maximilian, regia Bițu Fălticineanu (2010);

(Spectacol dedicat aniversării a peste 30 de ani de carieră a celebrului cuplu de actori Stela Popescu - Alexandru Arșinel).
- Scenograf în Arca lui Nae și Vasile, regia artisticӑ Bițu Fălticineanu (2011);
- Fata în Comedie pe Titanic, regia artisticӑ Cezar Ghioca (2012);
- Colinde, Colinde (concert de Crăciun), regia artisticӑ Cezar Ghioca, conceptul spectacolului Iuliana Nistor (2012);
- Lumina din sufletul tău (spectacol dedicat Sărbătorilor Pascale), conceptul spectacolului Iuliana Nistor (2014);
- Fata (sceneta "La farmacie") în Hohote în Herăstrău, regia Cezar Ghioca (2014);
- Lumina din sufletul tău (spectacol dedicat Sărbătorilor Pascale), conceptul spectacolului Iuliana Nistor (2015);
- Sandy Bell (scenetele "Ce învață copiii la facultate", "Poezia cu lămâi", "Înghețata"), Solicitanta nr. 4 (sceneta "Sorbonica") în Aer Bun! De Herăstrău!, regia Cezar Ghioca (2015);
- Prezentatoare, Scufiță (sceneta "Trei scufițe... fițe, fițe") în Aplauze, Stela! de Mihai Maximilian, regia Gelu Colceag (2015);

(Spectacol aniversar 80 de ani de viață și peste 55 de ani de carieră Stela Popescu).
- Îți cer aripi, Doamne! (spectacol dedicat Sărbătorilor Pascale), conceptul spectacolului Iuliana Nistor (2016);
- Fata (sceneta "Concurs de frumusețe"), Vampir (sceneta "Vampirii") în Hai, zâmbește!, regia Cezar Ghioca (2016);
- Leru-i, Doamne, Ler! (spectacol dedicat Sărbătorilor de Iarnă), conceptul spectacolului Iuliana Nistor (2016);
- Îți cer aripi, Doamne! (spectacol dedicat Sărbătorilor Pascale), conceptul spectacolului Iuliana Nistor (2017);
- Ortansa (sceneta "Ce-i femeia?"), protestatară (sceneta "Protestatarii") în Lasă supărarea-n Hol!, regia Cezar Ghioca (2017);
- Colinde... Stele... Îngeri... Povești...! (spectacol dedicat Sărbătorilor de Iarnă), conceptul spectacolului Iuliana Nistor (2017);
- Moldoveanca (sceneta "Trei doamne… și toate trei") în Hai, hai România!, regia  Alexandru Arșinel (2018);

Centrul de conservare și valorificare a tradițiilor și creației populare din Tulcea
- Nona în Tulburarea apelor de Lucian Blaga, regia Ion Dore (1990);

Centrul Județean pentru conservarea și promovarea culturii tradiționale Ilfov
- Fata împăratului în Nuntă la Palat sau Nuntă ca în basme de Marcel Horobeț, regia Marcel Horobeț (2010);

## Filmografie
| Titlu film sau serial                                                            | Rol                       | Episod                                            | Regizor                      | An   |
| -------------------------------------------------------------------------------- | ------------------------- | ------------------------------------------------- | ---------------------------- | ---- |
| Long Night of the Museums - 33 Victory Boulevard                                 |                           |                                                   |                              | 2019 |
| Royal Hearts (Regatul inimii mele)                                               | Lady Boland (nemenționat) |                                                   | James Brolin                 | 2018 |
| Moștenirea Oliviei (serial)                                                      | Madlene                   | #1.5., #1.6., #1.7.                               | Carmen Fulger                | 2016 |
| Applause Stela!                                                                  |                           |                                                   | Gelu Colceag                 | 2015 |
| Cheia Sol (serial)                                                               | Profesoara de engleză     | #1.2., #1.3., #1.6., #1.7., #1.9., #1.11., #1.27. | Carmen Fulger                | 2015 |
| Narcisa: Iubiri Nelegiuite (serial)                                              | Nicoleta                  | #27, #28                                          | Mihai Bauman, Cristian Bucșe | 2011 |
| Tag 7 - Der Essener Dom (Ziua 7 - Catedrala din Essen)                           | Latin teacher             |                                                   | Martin Papirowski            | 2010 |
| Die Deutschen (German-Wallenstein și războiul)                                   | Peasant woman             | Wallenstein und der Krieg                         | Christian Twente             | 2008 |
| Doctori de mame (serial)                                                         | Doamna Lipan              | #1.8.                                             | Craig Lines, Peter Kerek     | 2008 |
| Cum mi-am petrecut sfârșitul lumii                                               | Professora cor            |                                                   | Cătălin Mitulescu            | 2006 |
| Élodie Bradford (serial)                                                         | Olga                      | Pilote                                            | Lionel Bailliu               | 2004 |
| Le Père Goriot (Moș Goriot)                                                      | Princesse de Galathionne  |                                                   | Jean-Daniel Verhaeghe        | 2004 |
| Une Place parmi les vivants (Un loc printre cei vii)                             | La femme blonde           |                                                   | Raoul Ruiz                   | 2003 |
| Vertiges (Trupuri și suflete) (serial)                                           | Séverine Faussait         | Corps et âmes                                     | Laurent Carcélès             | 2003 |
| Callas Forever                                                                   | Secretară                 |                                                   | Franco Zeffirelli            | 2002 |
| Les Percutés (Țăcăniții)                                                         | Folle blonde              |                                                   | Gérard Cuq                   | 2002 |
| Proprietarii de stele                                                            | Doamna de la recepție     |                                                   | Savel Stiopul                | 2001 |
| Les 7 vies du docteur Laux (Cele 7 vieți ale doctorului Laux)                    | Infirmière                |                                                   | Jacek Gasiorowski            | 2000 |
| Vertiges (Lovit în plin) (serial)                                                | Infirmière                | De plein fouet                                    | Laurent Carcélès             | 2000 |
| Sphinx - Geheimnisse der Geschichte (Nostradamus - Profetul Prăbușirii) (serial) | Soția lui Nostradamus     | Nostradamus - Prophet des Untergangs              | Klein Günther                | 1999 |

## Reclame
- "Coronița" (rol Mama), regia Anton Groves (2010);
- "Transferuri Bancare - Western Union" (rol Soție), regia Bogdan Moldoveanu (2010);
- "Kulinoria" (rol Prietenă), regia Radu Bărbulescu (2004);
- "Ulvex" (rol Mama), regia Răzvan Mărculescu (2003);
- "Wärisilmä" (rol Soție), regia Asa Kristina (2003);
- "Voxtel" (rol Mama), regia Howard Guard (2000);
- "Amigo" (rol Doamna), regia Focus Film (1999);

## Clipuri muzicale
- Soția lui J. B. Jonson Billy Joking în "O poveste din Vest", regia Ovidiu Ianu (2000); Videoclip realizat în colaborare cu  Aurelian Temișan
- Amanta în "I Cried", regia Bogdan Tudor (2007); Videoclip realizat în colaborare cu trupa Exclussiv

## Premii, festivaluri
- Premiul Yorick pentru cea mai bună interpretare feminină 1991, pentru rolul Nona din spectacolul "Tulburarea Apelor" de Lucian Blaga, regia Ion Dore - (Festivalul de Teatru Yorick-Piatra Neamț)
- Festivalul de Teatru Studențesc de la Sibiu - Trupa I Gelosi în "Commedia dell’arte", regia Sorana Coroamӑ Stanca (1993)
- Festivalul Internațional de Teatru de la Casablanca (Maroc) - Trupa I Gelosi în "Commedia dell'arte", regia Sorana Coroamӑ Stanca (1994)